# Џанг Менгсјуе
Џанг Менгсјуе (Ђинан, 6. фебруар 1991), је кинеска спортисткиња која се такмичи у стрељаштву. На Олимпијским играма у Рио де Жанеиру у дисциплини ваздуши пиштољ освојила је златну медаљу што јој је до сада највећи успех у каријери.